# Лоик де Лобель
Граф Лои́к де Лобе́ль (фр. Loïcq de Lobel; — французский магнат, путешественник, член французского Географического общества, объездивший в конце XIX века Крайний Север, в частности Канаду, Аляску, а также Сибирь. В честь его назван остров на западном побережье Антарктического полуострова. В начале XX века он активно продвигал проект строительства железной дороги от Аляски до Сибири через Берингов пролив. В 1907 году концессия от станции Каинск до Беренгова пролива была полностью отклонена правительством.